# Pannes (Loiret)
Pannes ist eine französische Gemeinde mit 3719 Einwohnern (Stand: 1. Januar 2022) im Département Loiret in der Region Centre-Val de Loire. Sie gehört zum Arrondissement Montargis und zum Kanton Montargis. Die Einwohner werden Pannois und Pannoises genannt.
Die Gemeinde erhielt 2022 die Auszeichnung „Drei Blumen“, die vom Conseil national des villes et villages fleuris (CNVVF) im Rahmen des jährlichen Wettbewerbs der blumengeschmückten Städte und Dörfer verliehen wird.

## Geografie
Durch die Gemeinde fließen die Bezonde und der Canal d’Orléans. Umgeben wird Pannes von Gondreville im Norden, Corquilleroy im Nordosten, Châlette-sur-Loing im Osten, Montargis im Südosten, Villemandeur im Süden, Saint-Maurice-sur-Fessard im Südwesten, Ladon im Westen und Mignères im Nordwesten. 
Durch die Gemeinde führt die Autoroute A77.

## Bevölkerungsentwicklung
| 1962 | 1968 | 1975 | 1982 | 1990 | 1999 | 2006 | 2018 |
| ---- | ---- | ---- | ---- | ---- | ---- | ---- | ---- |
| 1418 | 1462 | 2262 | 2753 | 2861 | 2913 | 3118 | 3691 |

## Sehenswürdigkeiten

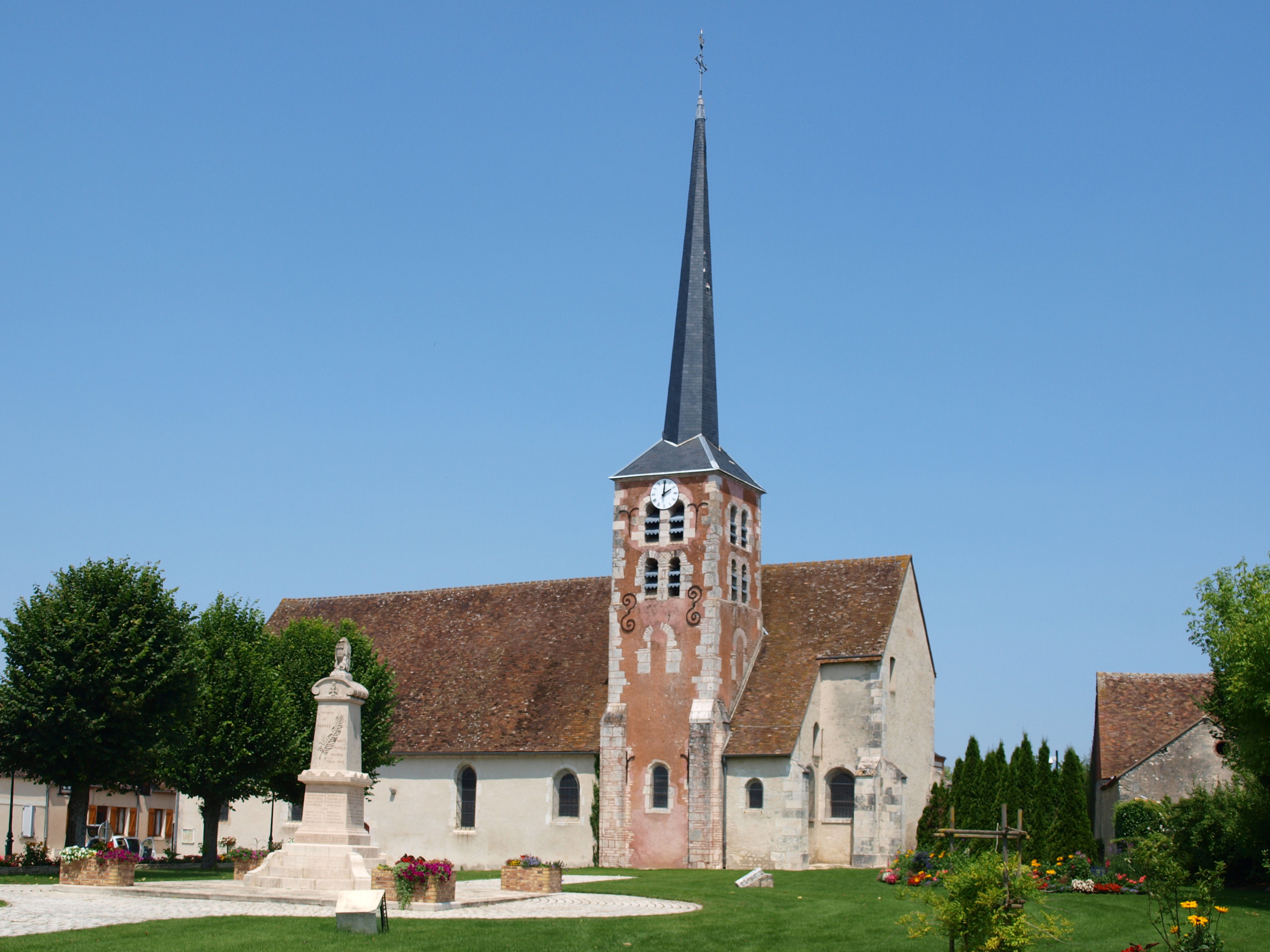
Kirche Saint-Pierre-ès-Liens

- Kirche Saint-Pierre-ès-Liens aus dem 12. Jahrhundert, seit 1987 als Monument historique eingeschrieben

## Gemeindepartnerschaft
Mit der französischen Gemeinde Pannes im Département Meurthe-et-Moselle (Lothringen) besteht eine Partnerschaft.